# Стажинка (Люблінське воєводство)
Стажинка (пол. Starzynka) — село в Польщі, у гміні Тереспіль Більського повіту Люблінського воєводства.
Населення — 46 осіб (2011).
У 1975-1998 роках село належало до Білопідляського воєводства.

## Демографія
Демографічна структура станом на 31 березня 2011 року:
|          | Загалом | Допрацездатний вік | Працездатний вік | Постпрацездатний вік |
| -------- | ------- | ------------------ | ---------------- | -------------------- |
| Чоловіки | 17      | 2                  | 12               | 3                    |
| Жінки    | 29      | 4                  | 15               | 10                   |
| Разом    | 46      | 6                  | 27               | 13                   |